# Piz Sesvenna
Piz Sesvenna är ett berg i Schweiz.   Det ligger i regionen Engiadina Bassa/Val Müstair och kantonen Graubünden, i den östra delen av landet, 230 km öster om huvudstaden Bern. Toppen på Piz Sesvenna är 3 204 meter över havet.
Terrängen runt Piz Sesvenna är varierad. Piz Sesvenna är den högsta punkten i trakten. Runt Piz Sesvenna är det glesbefolkat, med 16 invånare per kvadratkilometer.. Närmaste större samhälle är Scuol, 12,5 km nordväst om Piz Sesvenna. 
Trakten runt Piz Sesvenna består i huvudsak av gräsmarker.